# 潮駅
潮駅（うしおえき）は、島根県邑智郡美郷町潮村にあった、西日本旅客鉄道（JR西日本）三江線の駅（廃駅）である。三江線の廃止に伴い、2018年（平成30年）4月1日に廃駅となった。

## 歴史
- 1975年（昭和50年）8月31日：三江線の浜原駅 - 口羽駅間延伸に伴い、開業[1]。旅客営業のみ。
- 1987年（昭和62年）4月1日：国鉄分割民営化により、西日本旅客鉄道が継承[1]。
- 2018年（平成30年）4月1日：三江線の全線廃止に伴い、廃駅となる。

## 駅構造
三次方面に向かって左側（構内東側）に、単式ホーム1面1線を持つ地上駅（停留所）であった。ホーム上に待合室があるのみの無人駅（浜田鉄道部管理）で、入場時は直接ホームに入る形状になっていた。自動券売機等は設置されなかった。
2019年（令和元年）11月30日時点で、当駅のかつての待合室は撤去されていた。なお、ホームや当駅附近の線路は、草にやや覆われながらも残存していた。

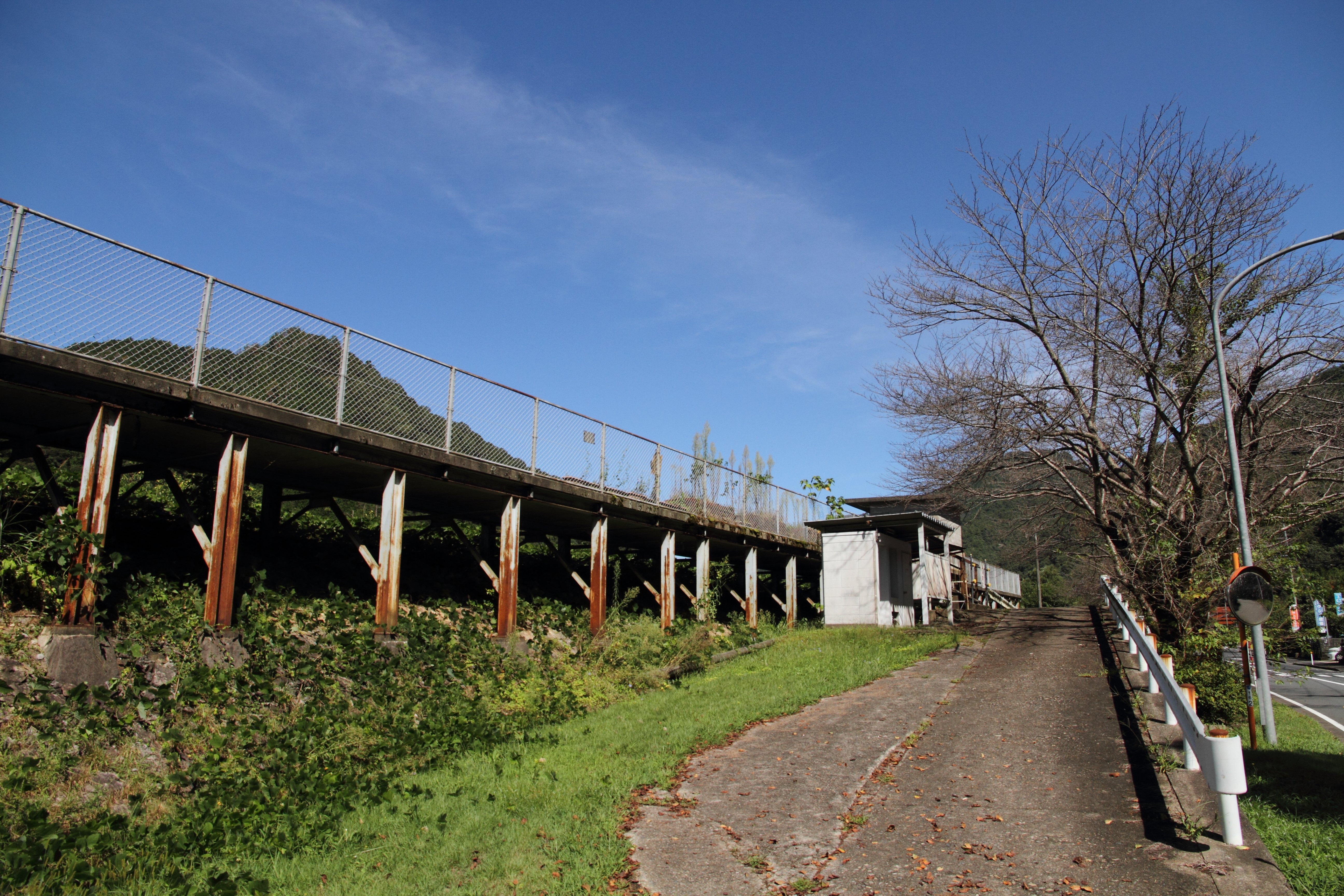
駅へ続く坂道（2019年9月）
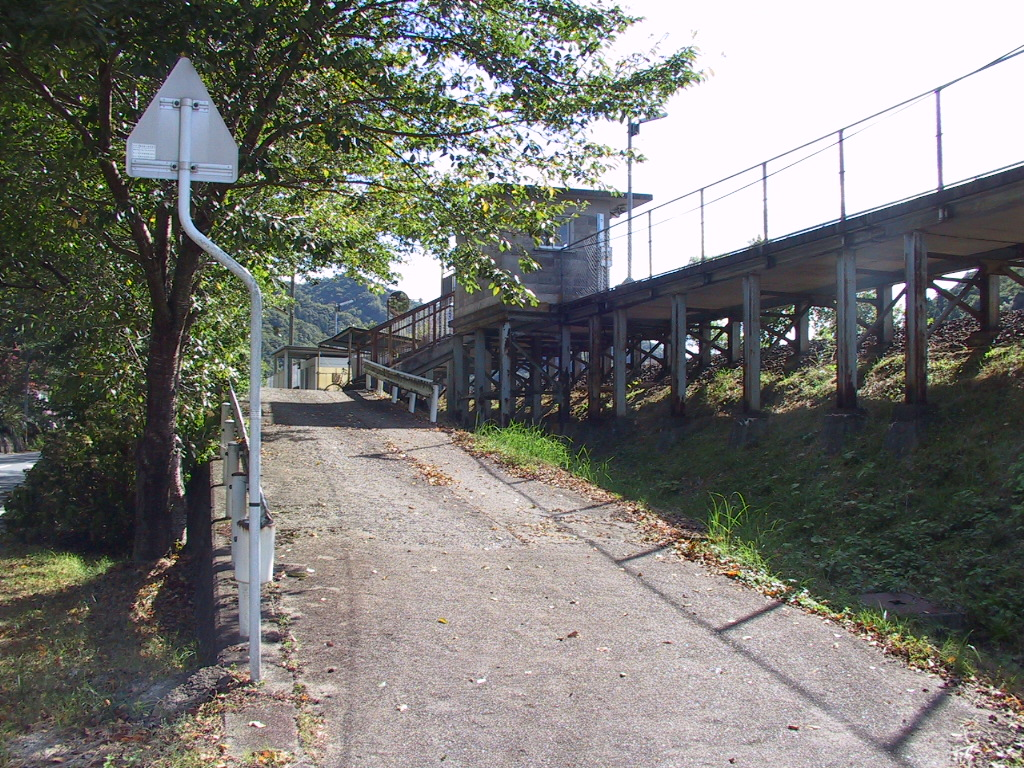
駅へ続く坂道(2010年8月)
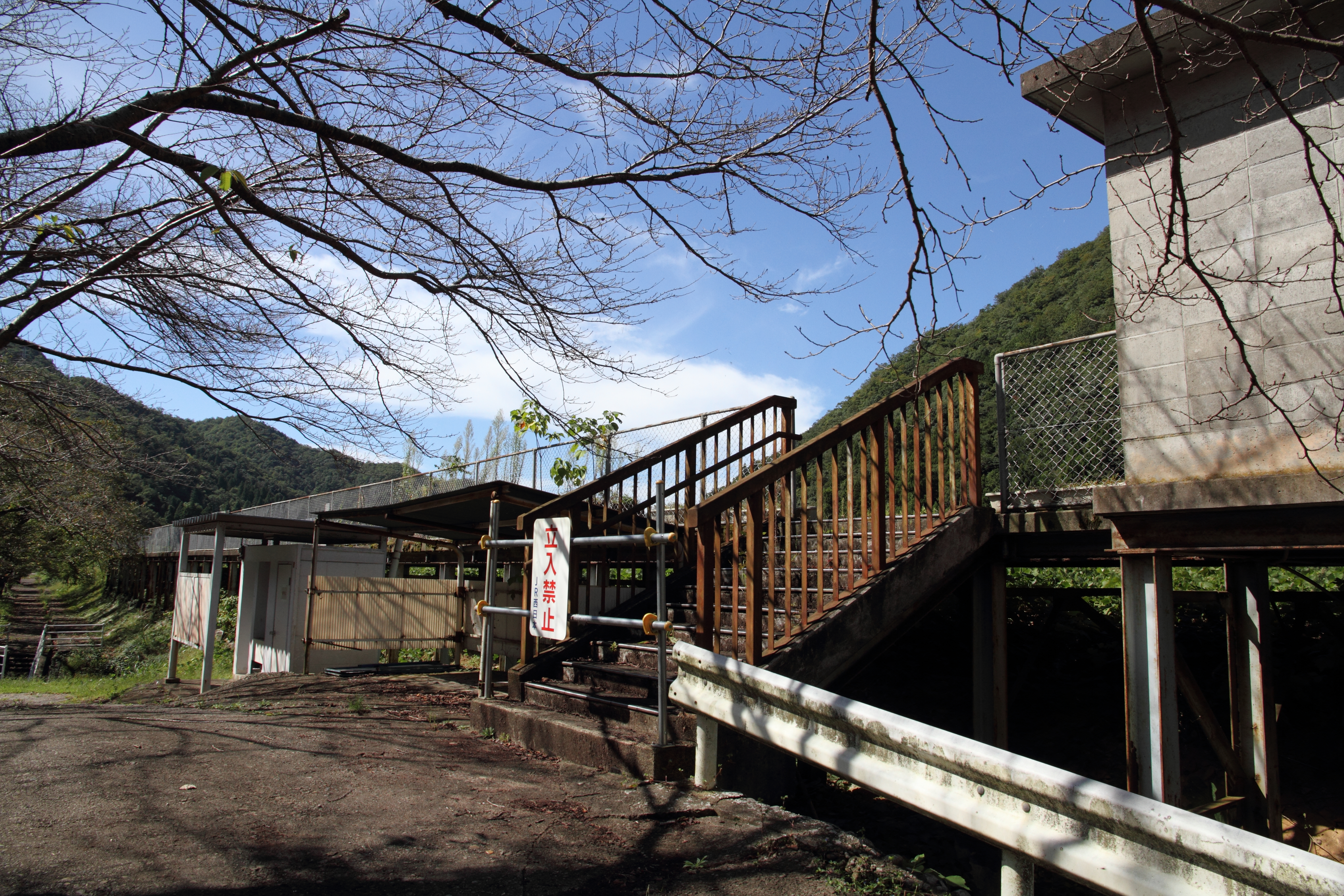
駅入口（2019年、廃線後。駅構内は立入禁止となっている）
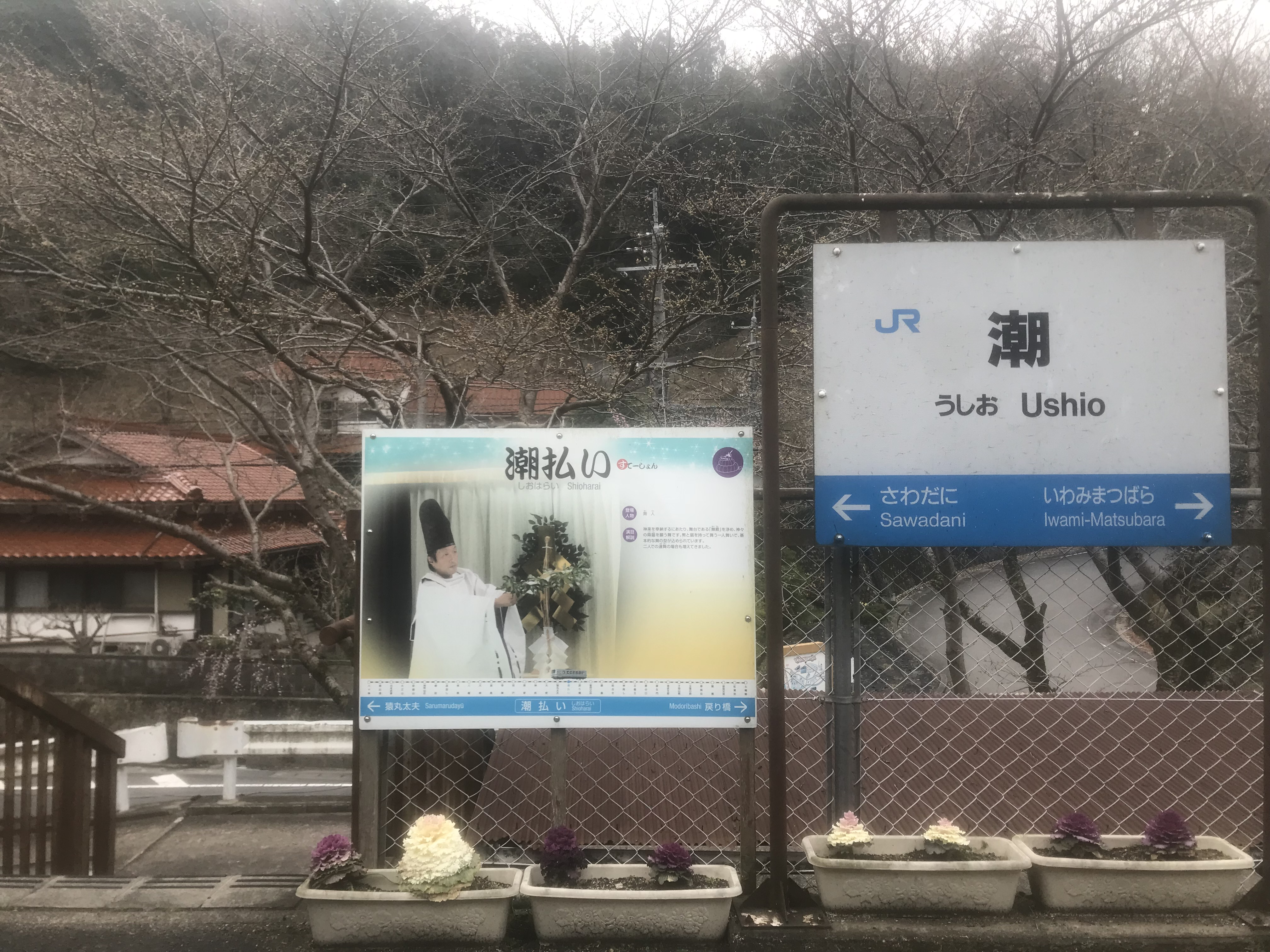
駅名標（2018年3月）

## 利用状況
近年の1日平均乗車人員は以下の通りである。なお、1994年度は11人、1984年度は16人だった。
| 乗車人員推移 | 乗車人員推移 |
| 年度         | 1日平均人数  |
| ------------ | ------------ |
| 1999         | 7            |
| 2000         | 4            |
| 2001         | 6            |
| 2002         | 6            |
| 2003         | 7            |
| 2004         | 7            |
| 2005         | 5            |
| 2006         | 6            |
| 2007         | 3            |
| 2008         | 3            |
| 2009         | 1            |
| 2010         | 1            |
| 2011         | 1            |
| 2012         | 1            |
| 2013         | 1            |
| 2014         | 0            |
| 2015         | 1            |
| 2016         | 1            |
| 2017         | 4            |

## 駅周辺
当駅の脇には江の川が流れている。
- 潮温泉

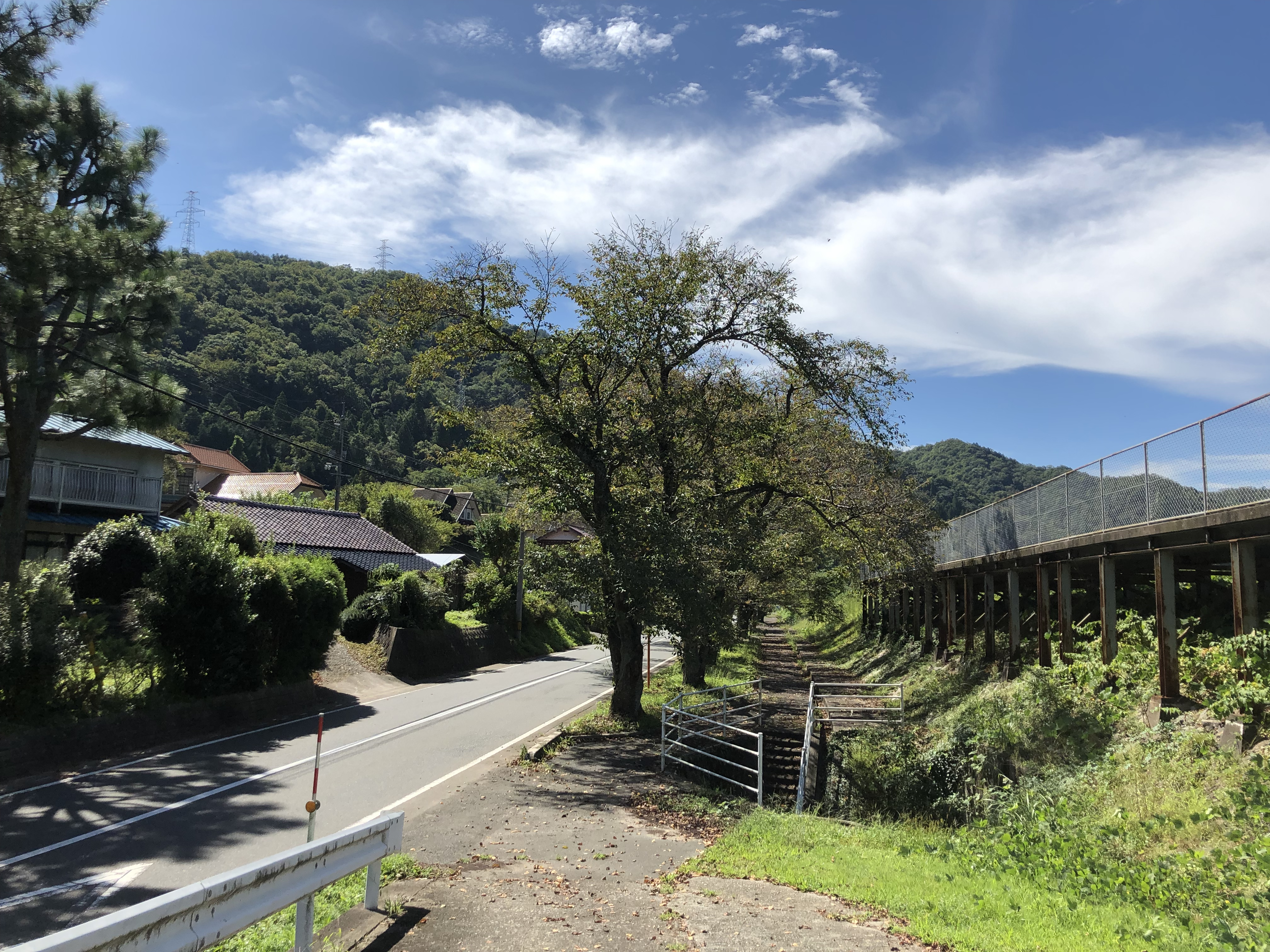
駅周辺（2019年9月）

  - 遊・湯ランド潮村（大和荘、バカンスハウス）
- 中国電力潮発電所
- 国道375号
- 大和観光「潮」停留所[2] - 川本・美郷線

## その他
- 三江線活性化協議会により、石見神楽の演目名にちなんだ「潮払い」の愛称が付けられていた[3]。

## 隣の駅
西日本旅客鉄道（JR西日本）
 三江線
沢谷駅 - 潮駅 - 石見松原駅

#### 統計資料
1. ↑  “島根県統計書”. しまね統計情報データベース.   島根県政策企画局. 2025年2月5日閲覧。